# Цайль

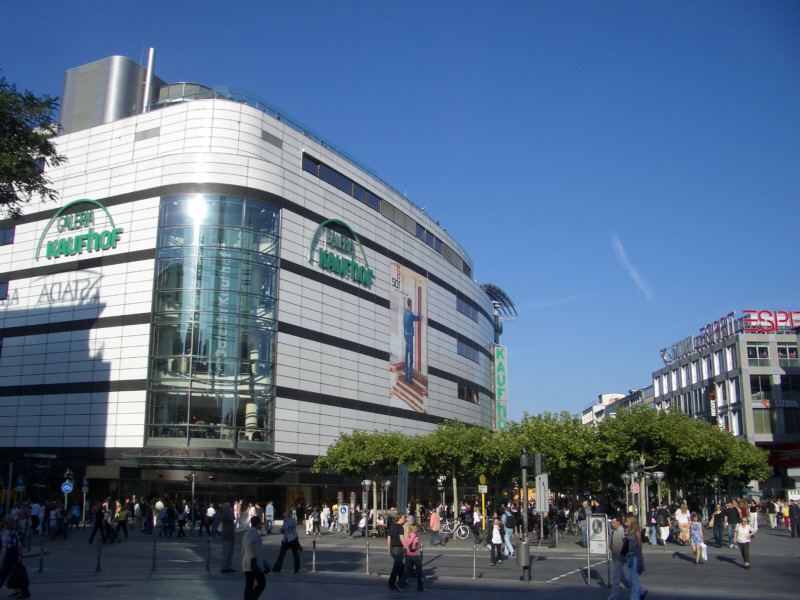
Площадь Хауптвахе

Цайль (нем. Zeil) — улица в центре города Франкфурта-на-Майне (Германия). Под Цайлем проходит линия метро. Большая часть улицы является пешеходной зоной, ограниченная с запада площадью Хауптвахе, а с востока — Констаблервахе.

## История
С конца XIX века это одна из самых известных и оживленных торговых улиц Германии. В Средневековье Цайль проходил вдоль городской стены, построенной в XII веке. За стеной был устроен рынок скота, а перед ней вырос ряд домов (нем. Zeile — «ряд, шеренга»), который позже и дал название улице.
После основания нового города в 1333 году район был перестроен. Улица Цайль осталась по-прежнему самой широкой улицей города.
В настоящее время на улице размещено множество бутиков и универмагов с громадным ассортиментом товаров известных мировых брендов и ресторанов.